# Elvir Baljić
Elvir Baljić (cyrilicí Елвир Баљић, * 8. července 1974, Sarajevo) je bývalý bosenský fotbalista.
Baljić patří mezi nemnoho bosenských hráčů, kteří v národním dresu docílili hattricku (mj. Elvir Bolić, Zlatan Muslimović, Zvjezdan Misimović, Vedad Ibišević, Edin Džeko). Baljić dal v jednom zápase dokonce 4 branky, podařilo se mu to 9. října 1999 v kvalifikačním utkání v Tallinnu proti Estonsku. Svými góly zařídil vítězství 4:1.

## Úspěchy
- Real Madrid
  - 1× vítěz Ligy mistrů (1999/00)
- Fenerbahçe
  - 1× vítěz turecké ligy (2000/01)